# Stanisław Kalemba

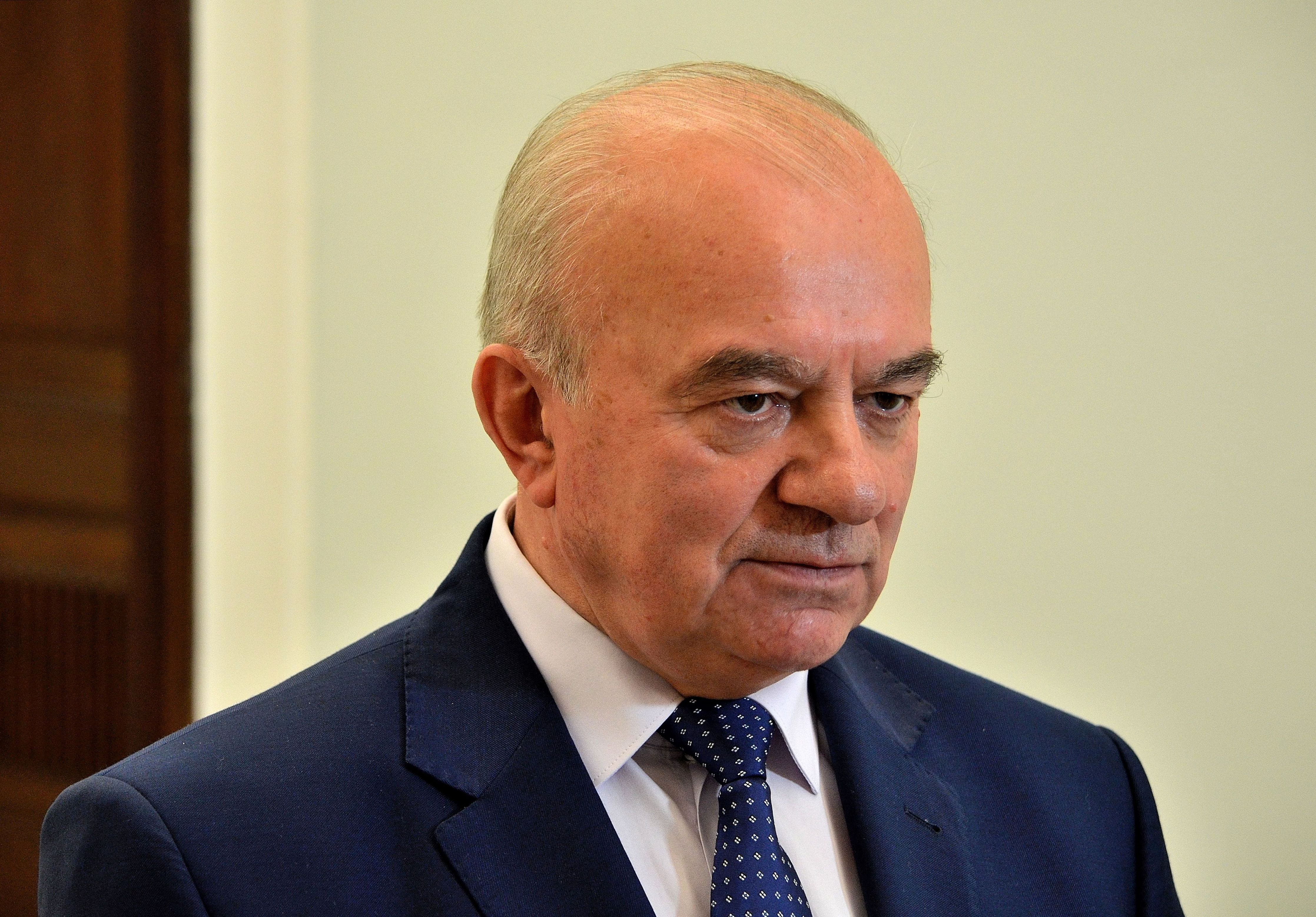
Stanisław Kalemba, 2014

Stanisław Kalemba (* 25. Oktober 1947 in Piekary) ist ein polnischer Politiker (PSL). Vom 31. Juli 2012 bis zum 17. März 2014 war er polnischer Landwirtschaftsminister (Ministerium für Landwirtschaft und ländliche Entwicklung) unter Donald Tusk. Er gehörte dem Sejm von 1991 bis 2015 in der I., II., III., IV., V., VI. und VII. Wahlperiode an.

## Leben und Beruf
Kalemba, dessen Vater Jan (1899–1989) im Posener Aufstand gekämpft hatte, hatte 1980 sein Landwirtschaftsstudium an der Landwirtschaftsakademie (Akademia Rolnicza) in Posen abgeschlossen. Vor seinem Studium hatte er Anfang der 1970er Jahre im staatlichen Maschinenzentrum in Stęszew gearbeitet. Nach dem Studienabschluss war er bis 1993 in leitender Funktion in landwirtschaftlichen Genossenschaften tätig.

## Politik
Im Jahr 1975 war Kalemba der Blockpartei „Zjednoczone Stronnictwo Ludowe“, aus der 1990 die heutige Polskie Stronnictwo Ludowe (PSL) hervorging, beigetreten. Nachdem er bei der ersten vollständig freien Wahl 1991 erstmals in den Sejm gewählt worden war, errang er auch bei den Parlamentswahlen 1993, 1997, 2001, 2005, 2007 und 2011 jeweils ein Mandat. Im Jahr 2004 hatte er erfolglos für ein Mandat im Europaparlament kandidiert.
Am 31. Juli 2012 wurde er zum polnischen Landwirtschaftsminister im Kabinett Tusk II ernannt. Er trat von seinem Amt zurück, weil er sich nicht in der Lage sah, von der Regierung betroffene Maßnahmen gegen die afrikanische Schweinepest umzusetzen. Dem Rücktritt waren massive Proteste der polnischen Schweinehalter vorausgegangen. Sein Nachfolger als Minister wurde Marek Sawicki, der auch sein Vorgänger war. Bei der Parlamentswahl 2015 bewarb er sich nicht mehr um ein Mandat und schied daher aus dem Sejm aus.

## Ehrungen
Kalemba ist Ehrenbürger der Städte Grodzisk Wielkopolski (2008) und Zbąszyń (2009).